# Svenska eldareunionen
Svenska eldareunionen var ett svenskt fackförbund inom Landsorganisationen (LO) som bildades 1914. Det uppgick 1932 i Svenska sjöfolksförbundet. 

## Bakgrund
Vid Svenska transportarbetareförbundets kongress år 1900 bildades Sjömans- och eldareförbundet med anslutning till Transportarbetareförbundet. Organisationsarbetet gick knaggligt och förbundet nästan utraderades efter storstrejken 1909. Transportarbetareförbundet drabbades utomordentligt hårt av strejkens efterverkningar och hade inte kraft att ägna sig åt sjöfolket. 

## Historia
- 1914 bildades Svenska eldareunionen, sju månader före systerorganisationen Svenska sjömansunionen. Initiativtagare till båda organisationerna var skräddaremästaren F. W. Zachrisson i Göteborg. Unionen fick också sitt säte där och expeditionen inrättades i en skrubb i Zachrissons affär. Till ordförande utsågs John Jansson. Redan från starten började man fondera medel till en stridsfond.
- 1917 träffades en överenskommelse med Svenska sjömansunionen om hur insjö-, bogserbåts- och kanalflottorna skulle organiseras. Det blev så att Sjömansunionen skulle organisera besättningarna på Västkusten, Vänern, Vättern samt Trollhätte och Göta kanal. Övriga kuststräckor tillföll Eldareunionen. Man kunde nu börja organisera även sjöfolk i inrikes fart.
- 1921 ledde missnöje med lönesänkningar på 20 procent efter första världskriget till strejk.
- 1923 hade Eldareunionen 2479 medlemmar. [2]
- 1924 inrättades en begravningskassa. Samma år blev man medlem i Internationella Transportarbetarefederationen.
- 1928 ingicks samarbetsavtal med Svenska sjömansunionen.
- 1931 hade förbundet 34 avdelningar med 6481 medlemmar varav ingen kvinnlig.
- 1932 uppgick förbundet i det nybildade Svenska sjöfolksförbundet.